# Primera División de Tahití 2019-20
La Primera División de Tahití 2019-20 fue la 73.ª edición de la Primera División de Tahití, la máxima categoría del país. El AS Vénus fue el campeón defensor.

## Formato
Los diez equipos jugarán entre sí todos contra todos 3 veces totalizando 27 partidos cada uno. Al término de la temporada el campeón y el subcampeón clasifican a la Liga de Campeones de la OFC 2021, en cuanto al último de la clasificación descenderá a la Segunda División de Tahití 2020-21; mientras que el penúltimo jugará el playoff de relegación contra el segundo de la Segunda División 2019-20. Sin embargo, debido a la pandemia de coronavirus la Federación Tahitiana de Fútbol anunció que la temporada había terminado y no hay campeón ni descensos. Pero el 23 de mayo anunció que el AS Pirae que era líder de liga fue declarado campeón.
El sistema de puntos son de la siguiente manera:
- 4 puntos por cada victoria
- 2 puntos por cada empate
- 1 punto por cada derrota

## Equipos participantes
| Pos.   | Equipo              |
| ------ | ------------------- |
| 1      | AS Vénus            |
| 2      | AS Tiare Tahiti     |
| 3      | AS Tefana           |
| 4      | AS Pirae            |
| 5      | AS Central Sport    |
| 6      | AS Dragon           |
| 7      | AS Manu Ura         |
| 8      | AS Jeunes Tahitiens |
| 1 (SD) | Taravao AC          |
| 2 (SD) | Olympic Mahina      |

### Ascensos y descensos
| Pos. | Ascendidos de Segunda División 2018-19 |
| ---- | -------------------------------------- |
| 1    | Taravao AC                             |
| 2    | Olympic Mahina                         |

| Pos | Descendidos de Primera División 2018-19 |
| --- | --------------------------------------- |
| 9   | AS Arue                                 |
| 10  | Taiarapu FC                             |

## Tabla de posiciones
Actualizado el 24 de Mayo de 2020.
| Pos. | Equipo              | PJ | PG | PE | PP | GF | GC | DG  | Pts. | Clasificación o Descenso         |
| ---- | ------------------- | -- | -- | -- | -- | -- | -- | --- | ---- | -------------------------------- |
| 1    | AS Pirae (C)        | 15 | 12 | 2  | 1  | 66 | 14 | +52 | 53   | Campeón y Liga de Campeones 2021 |
| 2    | AS Vénus            | 15 | 11 | 2  | 2  | 52 | 21 | +31 | 50   | Liga de Campeones 2021           |
| 3    | AS Tiare Tahiti     | 15 | 10 | 3  | 2  | 47 | 21 | +26 | 48   | Copa de Francia 2020-21          |
| 4    | AS Dragon           | 15 | 7  | 6  | 2  | 39 | 28 | +11 | 42   |                                  |
| 5    | AS Manu Ura         | 15 | 5  | 4  | 6  | 20 | 23 | -3  | 30   |                                  |
| 6    | AS Tefana           | 15 | 4  | 5  | 6  | 23 | 31 | -8  | 29   |                                  |
| 7    | Taravao AC          | 15 | 5  | 1  | 9  | 23 | 43 | -19 | 29   |                                  |
| 8    | Olympic Mahina      | 15 | 3  | 1  | 11 | 19 | 68 | -49 | 25   |                                  |
| 9    | AS Central Sport    | 15 | 2  | 2  | 11 | 23 | 46 | -23 | 23   |                                  |
| 10   | AS Jeunes Tahitiens | 15 | 1  | 6  | 8  | 18 | 36 | -18 | 22   |                                  |